# بان أجنبي
البان الأجنبي أو اختصارًا البان أو اللبان (باللاتينية: Moringa peregrina) نوع نباتي ينتمي إلى جنس البان من الفصيلة البانية، وهو نبات زهري من كاسيات البذور الماغنولانية، يتبع رتبة الكرنبيات من فصيلة البان. يستخلص منها زيت عطري غني بالاحماض الدهنية بنسب معينة حيث أنه مركب من: حمض النخيل 9٪ وحمض الأراكيدونيك 2٪ وحمض الزيت71٪ وحمض لينولييك 1٪ وأحماض أخرى.

## أسماء أخرى
تُعرف شجرة البان في عُمان والإمارات ومناطق أخرى بالجزيرة العربية باسم: «الشوع»، كما يُطلق عليها أيضاً شجرة اليسر، وشجرة البهين، وشجرة الحياة، وشجرة الرواق، وشجرة الحب.

## الموئل والانتشار

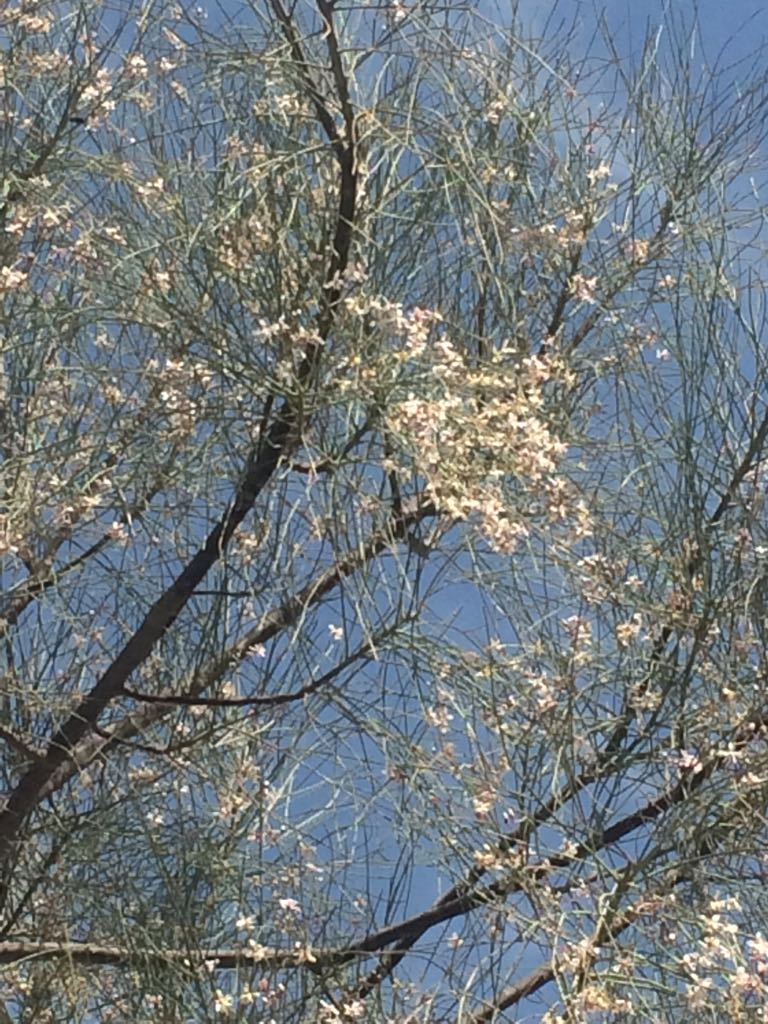
أزهار الشوع في سلطنة عمان وادي بني خروص محافظة جنوب الباطنة.

الموئل الأصلي لهذا النوع بلاد الشام ومصر وشبه الجزيرة العربية.
توجد أيضاً في شمال شرق أفريقيا وتنتشر في جميع أنحاء شبه الجزيرة العربية حتى سوريا شمالا، كما تنتشر في سلطنة عمان في منحدرات صخرية شديدة الانحدار في الأودية الحصوية وفي الجبال على ارتفاعات مختلفة لا تزيد عن 2500 متر فوق مستوى سطح البحر وفي المناطق التي تقع خارج الأمطار الموسمية بمحافظة ظفار، حيث تتعرض أشجارها للرعي الجائر مما يؤدي إلى إعاقة نموها.

## مرادفات للاسم العلمي
- (باللاتينية: Hyperanthera peregrina Forssk.)
- (باللاتينية: Hyperanthera peregrina Forssk.)
- (باللاتينية: Moringa aptera Gaertn.)

شجرة تنمو في الأراضي القاحلة والحارة حيث تتحمل الجفاف وتمتاز بسرعة النمو، وهي تعتبر من أسرع الأشجار في النمو حيث يصل ارتفاعها إلى أكثر من مترين في أقل من شهرين وأكثر من ثلاثة أمتار في أقل من عشرة أشهر من زراعة البذور وقد يصل ارتفاعها إلى ما بين 9 و12 مترا خلال ثلاث سنوات

## تكاثرها
تتكاثر بالبذور التي تنتشر بعد موسم هطول الأمطار حيث تحملها المياه الجارية أو تنقلها الحيوانات التي تتغذى عليها، وتنمو طبيعيا في مختلف البيئات الجافة ويمكن زراعتها بسهولة والاستفادة منها في الرعي.

## فوائدها
ان هذه الشجرة تسـاعد على عــلاج أنيمـيا الـدم وأمـراض القـلب والمخ والأعصاب والسرطان والسكر إلى جانب مفعوله في الوقاية من الإصابة بفقدان البصر الناتج من نقص فيتامين (أ) فيما أجمع عدد من الأطباء على القيمة الفعالة للشجرة في علاج أمراض التهاب المثانة والبروستاتا والسيلان والزهرى والحمى الصفراء والروماتيزم، ويجري العمل حاليا على التوسع بزراعتها في عدة مناطق من العالم.

## موطن

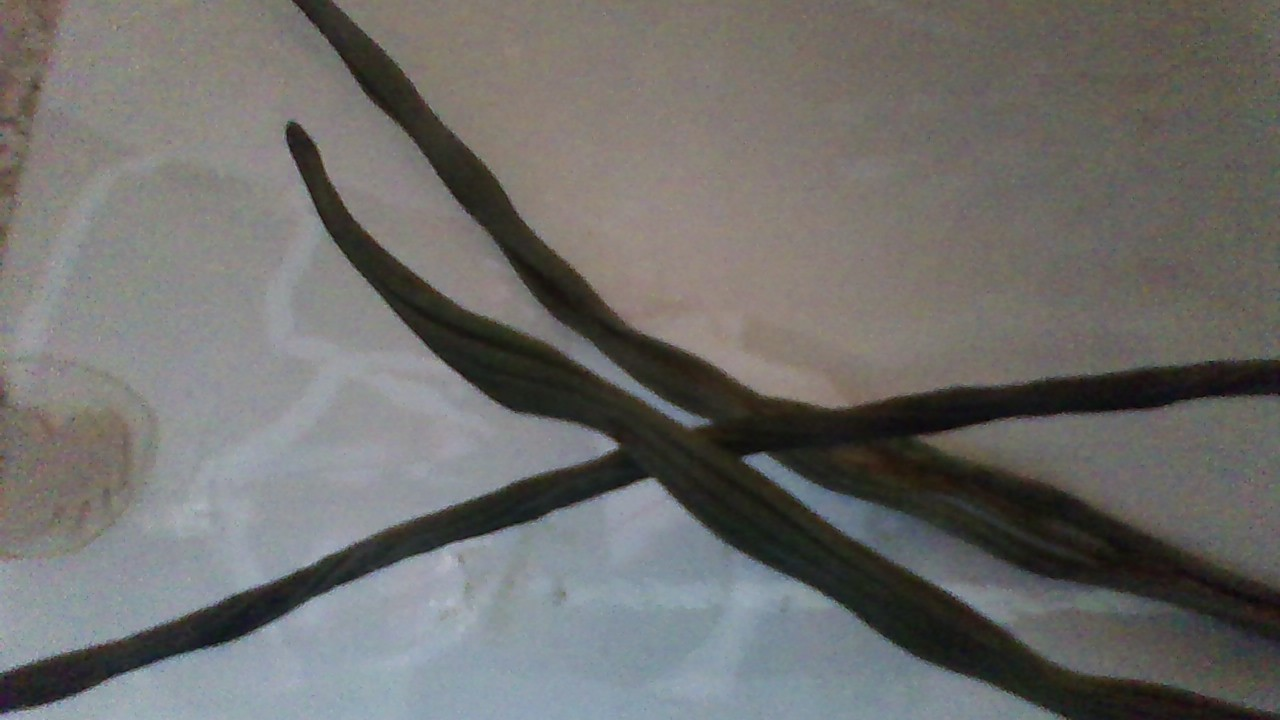
قرون ثمار الشوع السوطية الاسطوانية حيث تكون البذور على شكل حبيبات متراصة منتظمة داخل القرون.

شجرة المورينغا تنمو في الاراضى القاحلة والحارة حيث تتحمل الجفاف وتمتاز بسرعة النمو، وهي تعتبر من أسرع الأشجار في النمو حيث يصل ارتفاعها إلى أكثر من مترين في أقل من شهرين وأكثر من ثلاثة أمتار في أقل من عشرة أشهر من زراعة البذور وقد يصلارتفاعها إلى ما بين 9 و12 مترا خلال ثلاث سنوات.
تحتوى عائلة المورينغا على 14 صنف من أصناف المورينغا المختلفة، ولها عدة أسماء حول العالم، فيما يطلق عليها في في بعض المواقع الغربية اسم شجرة الحياة أو الشجرة المعجزة لانها تحمل جوانب إنسانية عديدة للفقراء لما يمكن أن تمثله من مصدر غذائي كامل لهم ولاسيما أنها تنمو بريا وتنتشر في بلاد عديدة من قارتى أسيا وأفريقيا.
أن أوراق شجرة البان تحتوى على 30 م جراما من الكالسيوم وهومايوازى محتوى أربعة أمثال من الحليب ومن البوتاسيوم مايوازى ثلاثة أضعاف محتواه في الموز. وقال ان هذه الاوراق تحتوى على فيتامين (ج) مايوازى محتواه في سبعة مرات من عصير البرتقال وفيتامين (أ) مايوازى أربعة أضعاف محتواه في الجزر ومن الحديد مايوازى ثلاثة أضعاف محتواه في السبانخ ومن البروتين ما يعادل مرتين في الحليب أو ما يعادل بيضة.
يطلق على شجرة المورينغا من صنف (Moringa Peregrina) شجرة البان وقد تغنـى بهــا الشـــعــراء ونالت اهتمام العديــد من الباحثـين.
البان شجـرة لها فوائد عديدة قيمتها الغذائية ما زال العلماء يعملون على اكتشافها، وشجرة البان يطلق عليها بالعربية اسم اليسر أو الحبة الغالية أو شجرة الفقراء.
ويقال أن زيت هذه الشجرة يفوق في قيمته الغذائية زيت الزيتون.
ان هذه الشجرة تسـاعد على عــلاج أنيمـيا الـدم وأمـراض القـلب والمخ والأعصاب والسرطان والسكر إلى جانب مفعوله في الوقاية من الإصابة بفقدان البصر الناتج من نقص فيتامين (أ) فيما أجمع عدد من الأطباء على القيمة الفعالة للشجرة في علاج أمراض التهاب المثانة والبروستاتا والسيلان والزهرى والحمى الصفراء والروماتيزم.
جذع الشجرة رمادي ولها فروع اسطوانية طويلة واوراقها لها شكل بيضي وتزهر بين فبرايرو مارس وازهارها قرنفلية لها عطر خاص تجذب نحل العسل الذي يتغذى عليها وثمار الشوع عبارة عن قرون طويلة تصل لاكثر من عشرين سنتيمتر تتفتح عند نضجها ويكون محصول الثمار في احسن حالاته في المواسم شديدة الجفاف. والبذورلونها بني يميل إلى البياض وهي غنية بالزيت.

## أهميتها
يستخرج من بذورها الناضجة زيت عطري، حيث تُجمع القرون وتفصل عنها البذور وتنزع قشرتها الخارجية ثم تُدق بأداة اسمها «السحف» (فس سلطنة عمان) وهي صخرة لهرس البذور مستطيلة ومقعرة قليلا من المنتصف يصل طولها إلى ثلاثين سنتيمتر وقطرها عشرة سنتيمترات، ثم تجفف البذور المهروسة ليوم واحد تحت أشعة الشمس ثم تُعصر بخشبتين عريضتين في إناء. ويكرر هذا العمل حتى الحصول على كمية كافية من الزيت.
يتم إعادة البذور المهروسة للشمس وإعادة عصرها حتى جفافها، ثم يُصفى الزيت ويُوضع في زجاجات للاستعمال والتسويق.
يُسمى الشمع المتبقي بعد العصر: «ميضا» وهو يشبهه الصلصال.

## استخداماتها
تُستخدم الأغصان لحرقها واستعمالها كوقود، وتُستخدم عصارة الأوراق للصق الاواني الفخارية المتكسرة ولتجبير الكسور حيث تدق الأوراق وتوضع في إناء به القليل من الماء ويسخن حتى يبدأ بالغليان ثم يعصر ويعاد في الاناء ويطبخ حتى يسكن غليانه ويتحول لونه للأسود وعندها يكون مناسبا للتجبير ويلف بقطن حول موضع الكسر.
أما زيتها فيُعالج به مرض السكري وضغط الدم والشلل وآلآم المفاصل وأمراض الجلد والملاريا وجروح الناسور ولتدليك الاعصاب والمفاصل.

## مميزاتها
1. تنقية المياه: معالجة مياه الشرب ومياه الصرف.
2. استخدامات طبية: ورد عنها في الطب الشعبي الهندي أنها تعالج 300 مرض، لاحتوائها على الحمض الدهني الغير مشبع مثل حبة البركة.
3. غذاء للإنسان: يستخلص من «جميع» أجزاء الشجرة مواد غذائية عالية القيمة وتطبخ أورقها كالسبانخ ونسبة الحديد بها أكثر.
4. غذاء للحيوان: يصنع منها علف جيد للحيوانات.
5. غذاء للأسماك: تم استخراج غذاء للأسماك في نيكاراجوا من الشجرة.
6. غذاء للنحل: نظراً لنضارة الزهرة «طول العام» أصبحت مرعى مفضل للنحل.
7. استخدامات زراعية: جذور الشجرة المتشعبة مثل «المظلة» تزيد نسبة الرطوبة في التربة حتى في أوقات الجفاف.
8. تستخدم كحاجز للرياح والأتربة بين القطع الزراعية وتلقى بظل كبير نظرا لإرتفعها؛ الذي قد يصل لـ 12 متر.
9. يستخرج منها سماد أيضاً.
10. صناعة الزيت: لأن ورقها يحتوى على نسبة 40 % من زيت يضاهي زيت الزيتون
11. صناعة الورق: من خشب جذع الشجرة.
12. وقود: من الزيت والخشب
13. النسيج: خشب الشجرة المميز يساعد في صناعة ألياف معينة تستخدم في النسيج
14. مشروبات: تقوم بعض الشركات الأسيوية بصناعة مشروب منعش مثل المشروبات الغازية.
15. مستحضرات التجميل: من الزيوت وتطحن بعض الأجزاء لصناعة بودرة تجميل.

و لها فوائد أخرى كبيرة مثل:
1-إن أوراقها غنية المحتوى من (البيتاكاروتين) و (فيتامين أ وج) والحديد والبروتين والبوتاسيوم والفسفور، وهي تشكل غذاء متكاملا في بعض مناطق أفريقيا، وتستخدم الأوراق أيضا كمكمل غذائي لمصابي مرض نقص المناعة في بعض بلدان أفريقيا؛ وذلك لما تحويه من نسبة عالية من الفيتامينات
2- يستخدم مسحوق الأوراق بعد تجفيفها كتوابل تضاف للوجبات الغذائية.
3- كما أثبتت التجارب أن إضافة أوراق المورينغا إلى غذاء النساء المرضعات أدى إلى زيادة إدرار الحليب لديهن، وعصير الأوراق يخفض ضغط الدم العالي، وهو فعّال في إدرار البول.
4- وتحتوي الأوراق على سبعة أضعاف فيتامين (ج) الموجود في البرتقال، وثلاثة أضعاف محتوى الموز من البوتاسيوم، وأربعة أضعاف ما يحتوية الحليب من الكالسيوم، وأربعة أضعاف محتوى الجزر من فيتامين (أ) وضعفا محتوى الحليب من البروتين.
5-أما السيقان فتستخدم كحطب وقود في المجتمعات الريفية.
6-وينتج اللحاء مادة صمغية تستخدم في بعض الصناعات الدوائية، وتستخدم أيضا في علاج الإسهال.
7-أما جذور المورينغا، فهي علاج للروماتيزم في بعض المناطق.
باحث بريطانى يدعو لزراعة أشجار المورينغا في مصر
أكد ماكس حسون الباحث البريطاني بالندوة الدولية «نحو تنمية زراعية مستدامة»، التي نظمها المركز القومى للبحوث أمس، أن زيارته إلى مصر جاءت تنفيذاً لوصية والدته المصرية لنقل زراعة أشجار المورينغا إلى مصر والتي كانت تستخدمها في علاج المرضى في أوغندا.
أوضح ماكس الذي يعمل مهندس كمبيوتر في بريطانيا، أنه ولد في مصر وانتقل إلى بريطانيا في عامه السادس، وقال "لم أكن أعلم شيئاً عن أشجار المورينغا حتى زرت والدتى في أوغندا والتي كانت تعالج المرضى هناك بأوراقه وعندما بدأت ابحث عنه اكتشفت فوائده الكثيرة، بل وزرعته في العديد من الدول، وقبل وفاة والدتى أوصتنى بالحضور إلى مصر ونقل زراعته إليها وتعريف الباحثين بأهميته.
وعن فوائد هذه الشجرة، أضاف ماكس «يتمتع شجر المورينغا بسبعة أضعاف نسبة الكالسيوم الموجودة في الحليب و3 أضعاف فيتامين الجزر و4 أضعاف بوتاسيوم الموز، نستطيع زراعته في كافة الظروف لا يحتاج سوى لتربة رملية المتوفرة في صحراء مصر بمساحات شاسعة، ويستهلك كميات قليلة من المياه، وهو من أنسب المحاصيل التي يسعى باحثو العالم حالياً إلى مناشدة الدول للتوسع في زراعتها لمواجهة القلق العالمى من الاحتباس الحرارى وتغيرات المناخ التي تهدد معظم نباتاتنا، بالإضافة إلى قدرته على علاج سوء التغذية الذي يصيب معظم الأطفال بسبب الفقر الذي قد يحرمهم من اللحوم أو الألبان، وذلك في ظل تكلفة منخفضة وبسيطة».
أوضح ماكس، أن شجرة المورينغا أو كما يلقبها الباحثون «شجرة الحياة» ليست جديدة وكان المصريين القدماء يستخلصون زيوتها ويستخدمونها في الحفاظ على الشباب، وأوراقه تشبه السبانخ ويمكن تناولها نيئة أو مطبوخة.

## معلومات عامة عن البان الأجنبي
منذ الثورة الصناعية عام 1860 بدأت الحياة تسير بأيقاع سريع وحاول الإنسان مسايرة هذا الإيقاع بشتى الطرق. ومع مطلع كل شمس جديدة كانت الرفاهية تزداد وتنتشر بصورة رهيبة. ظهرت الصناعات الدوائية في تلك الأثناء. تدنى الجهاز المناعي للجسم وظهرت بعض الأدوية والعقاقير التي تعالج علاجا وقتيا بل عالجت بعض العقاقير أمراضا وأعراضا على حساب أمراض أخرى ظهرت بعد العلاج.
إن أوراق هذه الشجرة ثبت علميا أنها مفيدة لجهاز المناعة ووفقا لتفارير عديدة مثل:
- الجامع لمفردات الأغذية والأدوية لابن البيطار: «شجر ينمو ويطول في استواء وهو أخضر شديد الخضرة، ورقه يلطف صلابة الكبد والطحال وينقي الأحشاء ويعالج النقرس ويشد اللثة ويقطع الرعاف.»
- داود الأنطاكي: جميع أجزاء هذا النبات تمنع الأورام والنوازل وتشد البدن وتدمل الجراح وتنقي الأحشاء وتذهب الطحال والبواسير وتقوي الكبد وتحلل الأورام.
- د. زاهي حواس: اكتشف برديات عنها في المقابر الفرعونية (راجع الأهرام الأسبوعي العدد 811).
- د. خالد العناني أستاذ المصريات -جامعه حلوان: في مقاله عن العودة للطب الفرعوني (الأهرام الأسبوعي العدد 591)
- الدكتور إسماعيل عبد الجليل - رئيس مركز بحوث الصحراء: أعلن انه تم إرسال قرون أشجار البان إلى بنك الصحاري المصرية للجينات النباتية بهدف زراعتها في سيناء وأكد أن الأوراق تعالج أنيميا الدم وأمراض القلب والمخ ومفيدة للأعصاب والسرطان وضغط الدم.

و أعلن استعداد المركز للقيام بأعمال الإكثار المطلوبة للتوسع في زراعتها باعتبارها مصدر رئيسي لحل أزمة الغذاء باعتبارها غذاء امن وصحي.
- برنامج الأمم المتحدة للتنمية المشروع رقم egy/00/g31/a/1g/99 الخاص بتنمية النباتات الطبية في الأراضي المستصلحة وذلك بمشاركة الاتحاد الأوروبي والمعونة الألمانية أكدوا فوائد المورينغا.
- أقرتها معامل دستور الادوية الإنجليزي كغذاء امن.
- أقرتها منظمة الأدوية والأغذية الأمريكية كغذاء آمن.
- د. هاني نور الدين - الهيئة العامة لشؤون الزراعة والثروة السمكية دوله الكويت أقرتها الهيئة كغذاء امن وصحي وواقي من السرطان
- الدكتورة أمل عبد الله الحسين - جامعه الملك سعود - كليه علوم الأغذية والتغذية البحث المؤرخ في 1422 هجرية.
- د.عادل عقيل - مدير حدائق الاورمان: في حديث للجمهورية تقوم حديقة الأورمان بتصدير بذور البان إلى ألمانيا وجنوب آسيا حيث تستعمل في علاج التهابات البروستاتا والصداع والاستسقاء.